# Гилязутдинов, Ришат Сиразутдинович
Риша́т Сиразутди́нович Гилязутди́нов (р. 31 октября 1972, Алма-Ата) — российский волейбольный тренер.

## Карьера
В 1992—1996 годах выступал за команду ЦСКА «Азамат» (Алма-Ата, Казахстан). В 1996—2004 работал тренером липецких волейбольных женских команд «Магия» и «Стинол» (1996—2000 и 2001—2002 — тренер, 2000—2001 — и. о. главного тренера и с 2002 — главный тренер команды). Под его руководством липецкий «Стинол» (ныне «Индезит») в сезоне 2000/01 добился наивысшего для себя результата в чемпионатах России, заняв 4-е место.
В 2004—2007 годах работал тренером «Уралочки»-НТМК, возглавляя её фарм-команду (выступала в высшей лиге «А» чемпионата России). В 2008 году назначен главным тренером липецкого «Индезита».
В 2004—2008 Ришат Гилязутдинов возглавлял молодёжную, а затем юниорскую сборные России по волейболу. Лучшие результаты — 3-е место на чемпионате Европы среди женских молодёжных команд 2004 года и 3-е место на чемпионате мира среди девушек 2007 года.
В 2009 Ришат Гилязутдинов являлся старшим тренером женской национальной сборной России.
В июне 2009 года назначен главным тренером женской команды «Динамо-Казань» (с 2020 — «Динамо-Ак Барс»). Под его руководством команда выиграла Лигу чемпионов 2014, клубный чемпионат мира 2014, 6 раз — чемпионат России (2011—2015, 2020), 7 раз — Кубок России (2010, 2012, 2016, 2017, 2019, 2020, 2021), а также становилась бронзовым призёром Лиги чемпионов 2012 и серебряным призёром Кубка России 2011 и 2013.
В 2023 году покинул пост главного тренера «Динамо-Ак Барса» и переехал в Казахстан, где был назначен на пост главного тренера женской сборной Казахстана, а также команды «Берель» (Усть-Каменогорск), которую дважды привёл к серебряным наградам чемпионата Казахстана.